# Daily Telegraph-affaire

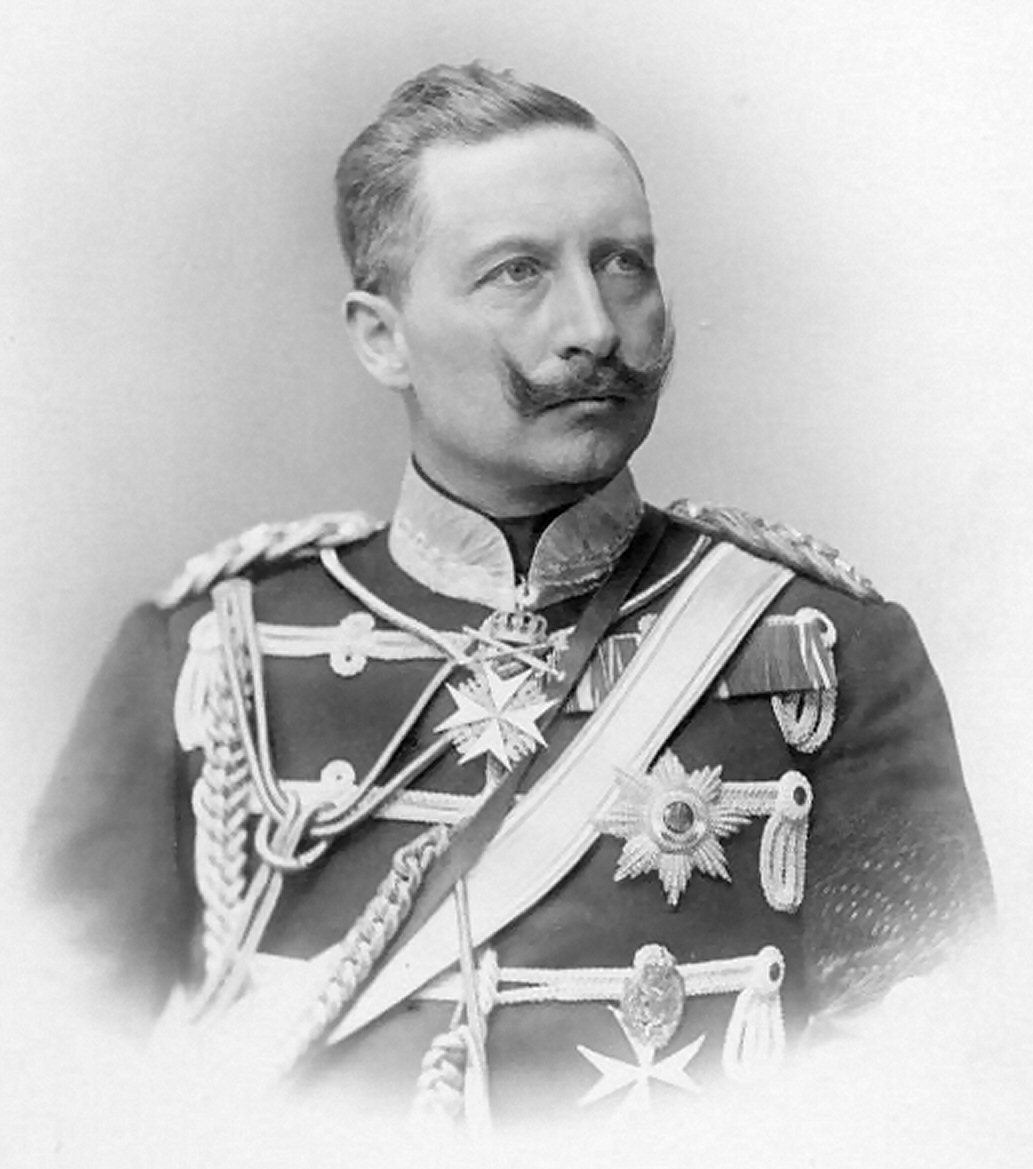
Keizer Wilhelm II

De Daily Telegraph-affaire verwijst naar het schandaal dat de publicatie van een interview met de Duitse keizer Wilhelm II op 28 oktober 1908 in de Britse krant de Daily Telegraph uitlokte. Wilhelm zag deze tekst als een kans om zijn visie op de Brits-Duitse vriendschapsrelaties te promoten, maar omwille van zijn emotionele uitbarstingen tijdens het gesprek met de Britse journalist Edward James Stuart Wortley, werd het tegenovergestelde effect bereikt. De Duitse vorst vervreemdde zich verder van het Britse volk en joeg bovendien de Fransen, Russen en Japanners tegen zich in het harnas, onder meer door te beweren dat de Duitsers enkel om de Britten gaven, dat de Fransen en de Russen gepoogd hadden om Duitsland op te jutten om tussenbeide te komen in de Tweede Boerenoorlog en dat de uitbouw van de Duitse vloot gericht was tegen de Japanners in plaats van tegen de Britten.
Het effect van dit interview in de Daily Telegraph was vooral in Duitsland bijzonder sterk, met persberichten waarin om het aftreden van de keizer werd verzocht. Wilhelm bleef vele maanden na dit fiasco op de vlakte. Hij kon zich wreken door het aftreden van de prins von Bülow af te dwingen, die de keizer had overgelaten aan openbare kritiek, door enige verantwoordelijkheid op zich te nemen voor het niet nalezen van de transcriptie van het interview voor de publicatie ervan. De Daily Telegraphcrisis zorgde voor een knauw in Wilhelms zelfvertrouwen en wordt in verband gebracht met zijn depressie, die hij nooit te boven kwam. Voorts verloor hij veel van de invloed die hij vroeger had kunnen uitoefenen op het Duitse binnenlandse en buitenlandse beleid.